# 1000 Lugares para Conhecer antes de Morrer
1000 lugares para conhecer antes de morrer (em inglês:  1,000 Places to See Before You Die) é um livro de turismo da jornalista americana Patricia Schultz, que lista os 1 000 pontos turísticos mais importantes do Planeta na visão da autora. O livro tem 972 páginas que contam lugares para se visitar  na Europa, África, Ásia, Austrália, Estados Unidos e Canadá, America Latina e Caribe. O livro também dá sugestões de hotéis, reservas naturais, morros, castelos, festivais, recifes, restaurantes, catedrais, ilhas escondidas, casas de ópera, museus e outros. O livro ficou no 4º lugar na lista de livros mais vendidos do jornal New York Times, em 2006.
O livro inspirou uma série de televisão com o mesmo nome, exibida originalmente em 2007, pelo Travel Channel. A série é exibida em Portugal no canal Discovery Travel & Living.